# Astor (Florida)
Astor è un census-designated place (CDP) degli Stati Uniti d'America, situato in Florida, nella contea di Lake.